# Чемпіонат України з футболу серед жінок 2003: вища ліга
Чемпіонат України з футболу 2003 року серед жінок — 12-й чемпіонат України з футболу, який проводився серед жіночих колективів. Змагання відбувалися лише у одному дивізіоні. Турнір стартував 15 липня, а завершився — 31 жовтня 2003 року. Чемпіоном України стали представниці Харкова — команда «Харків-Кондиціонер».

## Учасники
У чемпіонаті в 2003 році брали участь 7 команд.
| Клуб               | Місто    |
| ------------------ | -------- |
| Атекс              | Київ     |
| ЦПОР-Донеччанка    | Донецьк  |
| Колос              | Полтава  |
| Легенда            | Чернігів |
| Луганочка          | Луганськ |
| Харків-Кондиціонер | Харків   |
| Спартак            | Суми     |

## Турнірна таблиця
| М | Команда               | І  | В  | Н | П  | РМ    | О  |
| - | --------------------- | -- | -- | - | -- | ----- | -- |
|   | «Харків-Кондиціонер»* | 12 | 11 | 1 | 0  | 90−4  | 34 |
|   | «Легенда»             | 12 | 9  | 2 | 1  | 57−3  | 29 |
|   | «ЦПОР-Донеччанка»     | 12 | 6  | 3 | 3  | 32−21 | 21 |
| 4 | «Спартак»             | 12 | 4  | 0 | 8  | 9−40  | 12 |
| 5 | «Луганочка»           | 12 | 3  | 3 | 6  | 24−26 | 12 |
| 6 | «Колос»               | 12 | 3  | 3 | 6  | 5−35  | 12 |
| 7 | «Атекс»               | 12 | 0  | 0 | 12 | 4−92  | 0  |

Примітка: * позначена команда, яка виборола право зіграти в кваліфікаційному раунді кубку УЄФА

## Результати матчів
| Команда               | ХРК  | ЛЕГ  | ДОН | СПС  | ЛУГ | КОЛ  | АТЕ  |
| --------------------- | ---- | ---- | --- | ---- | --- | ---- | ---- |
| 1. Харків-Кондиціонер |      | 1:0  | 8:1 | 12:0 | 5:0 | 15:0 | 10:0 |
| 2. Легенда            | 1:1  |      | 0:0 | 4:0  | +:- | +:-  | 19:0 |
| 3. ЦПОР-Донеччанка    | 0:3  | 1:6  |     | +:-  | 0:0 | 6:0  | 7:0  |
| 4. Спартак            | 0:8  | 0:6  | 0:3 |      | 1:3 | 1:0  | 4:0  |
| 5. Луганочка          | 1:8  | 0:2  | 3:6 | 1:2  |     | 0:0  | 9:1  |
| 6. Колос              | 0:8  | 0:4  | 0:0 | 3:1  | 0:0 |      | 1:0  |
| 7. Атекс              | 1:11 | 0:15 | 1:8 | -:+  | 1:7 | 0:1  |      |